# Marsinah
Marsinah (* 10. April 1969 in Nglundo, Indonesien; † 8. Mai 1993 in Ostjava) war eine indonesische unabhängige Gewerkschafterin, die in einer Uhrenfabrik in Ostjava, Indonesien, beschäftigt war und deren Ermordung die internationale Aufmerksamkeit auf die brutale Unterdrückung der Arbeitnehmer durch die Suharto-Diktatur lenkte.
Marsinah war als Verhandlungsführerin für 500 Arbeiter tätig, die wegen der Nichtanwendung des Mindestlohns und der Gewerkschaftsautonomie streikten. Am 4. Mai wurde sie nach einer Demonstration entführt; ihre Leiche wurde vier Tage später gefunden. Es wird allgemein angenommen, dass das Militär an ihrem Verschwinden und ihrem Tod beteiligt war.

## Privatleben
Marsinah, das zweite Kind von Sumini und Mastin, wuchs in der Obhut ihrer Großmutter Puirah und ihrer Tante Sini in Nglundo, Ostjava auf. Sie besuchte die öffentliche Schule Karangasem 189, später die Mittelschule Nganjuk Nr. 5. Ihre Jugendjahre waren vom Handel geprägt: Sie verkaufte Snacks, um das Einkommen ihrer Großmutter und Tante aufzubessern. Ihre letzten Schuljahre verbrachte Marsinah im Muhammadiyah-Internat, wo ihr aus Geldmangel der Bildungsaufstieg verwehrt blieb.

## Fabrikarbeiterin
Da sie in Nglundo keine Arbeit fand, wandte sich Marsinah den großen Städten zu und schickte Bewerbungen nach Surabaya, Mojokerto und Gresik. 1989 wurde sie von Bata Shoes in deren Fabrik in Surabaya eingestellt und wechselte ein Jahr später in die Uhrenfabrik Catur Putra Surya (früher Empat Putra Surya) in Sidoarjo. Nach der Eröffnung der Fabrik in Porong wechselte sie dorthin und wurde schließlich zur Sprecherin ihrer Kolleginnen und Kollegen.

## Gewerkschafterin
Als der Gouverneur von Ostjava 1993 eine Erhöhung des Mindestlohns in der Provinz ankündigte, weigerte sich Catur Putra Surya (CPS, ein Unternehmen mit Verbindungen zum indonesischen militärisch-industriellen Komplex) dem nachzukommen. Am 3. und 4. Mai traten die Beschäftigten in den Streik und forderten die Umsetzung des Mindestlohns und die Auflösung des lokalen Zweigs der staatlich kontrollierten Gewerkschaft SPSI. Marsinah ging zum indonesischen Arbeitsministerium, um sich eine Kopie der Direktive des Gouverneurs zu holen und sie der CPS-Geschäftsführung zu übergeben.

## Ermordung

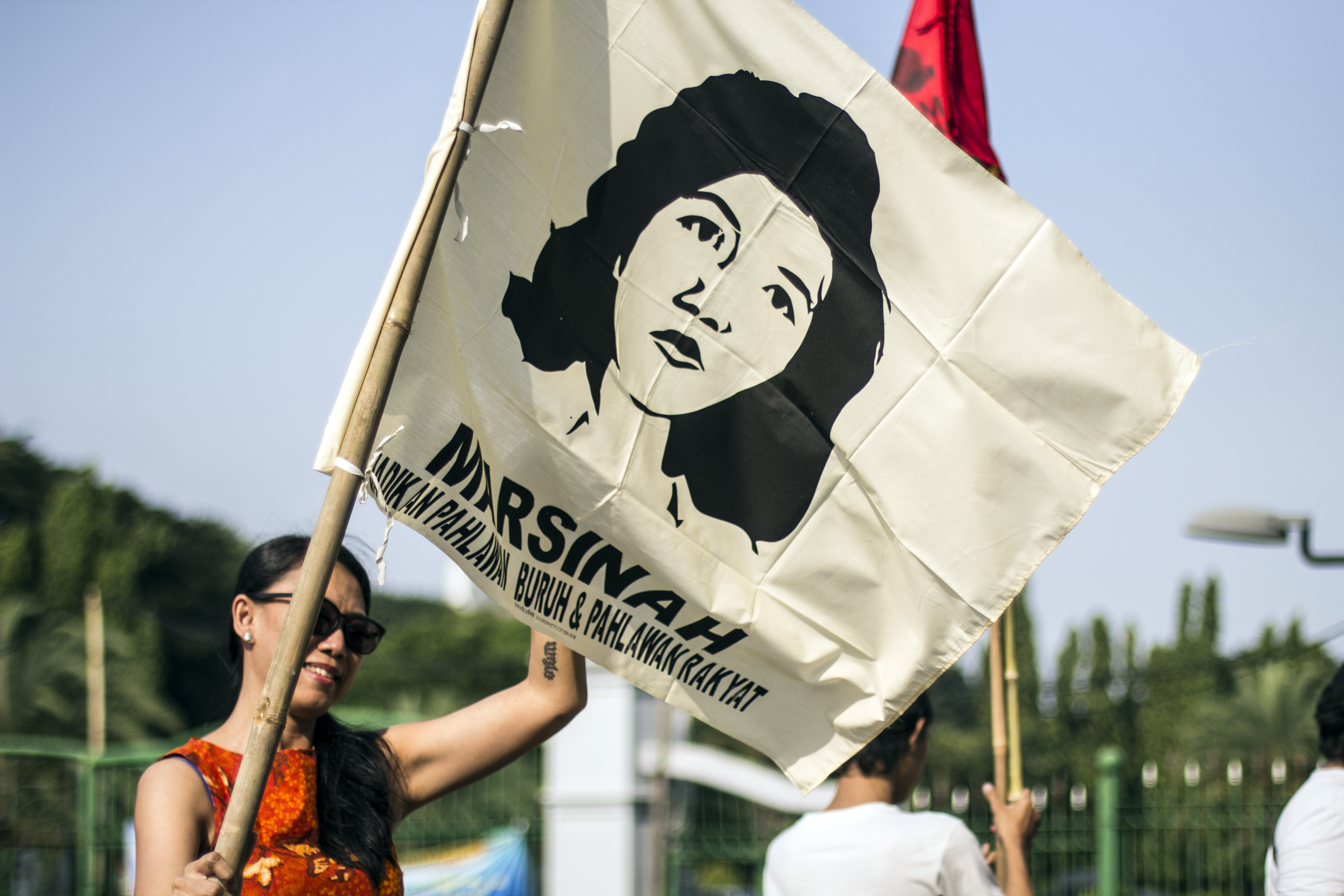
Demonstration am 25. Jahrestag der Ermordung von Marsinah, Jakarta, 8. Mai 2018. Der Text lautet „Marsinah – Heldin der Arbeiter und Heldin des Volkes“.

Am 5. Mai lud das Militärkommando des Distrikts Sidoarjo 13 Beschäftigte in sein Hauptquartier und zwang sie, Kündigungsschreiben zu unterzeichnen, 8 weitere sollten in den nächsten Tagen folgen. Marsinah war über diese Entwicklung so empört, dass sie beschloss, selbst dorthin zu gehen und noch am selben Tag eine Erklärung zu verlangen. Sie wurde danach nie wieder lebend gesehen.

## Kampagnen für Gerechtigkeit
Im Jahr 2002 genehmigte die indonesische Präsidentin Megawati Soekarnoputri eine Untersuchung durch die Menschenrechtskommission.

## Vermächtnis
Sie wurde posthum mit dem Yap-Thiam-Hien-Preis ausgezeichnet, und ihre Ermordung wurde von der Internationalen Arbeitsorganisation offiziell als Fall Nr. 1773 vermerkt.